# Shining Star (INXS)
Shining Star is een nummer van de Australische rockband INXS uit 1991. Het is de enige single van hun livealbum Live Baby Live.
Het nummer haalde een bescheiden 21e positie in INXS' thuisland Australië. Verder werd het nummer ook in het Verenigd Koninkrijk, Duitsland, Zwitserland, Canada en Nederland een klein hitje. In de Nederlandse Top 40 haalde het de 37e positie.